# Jardín Botánico de Cartagena de Indias

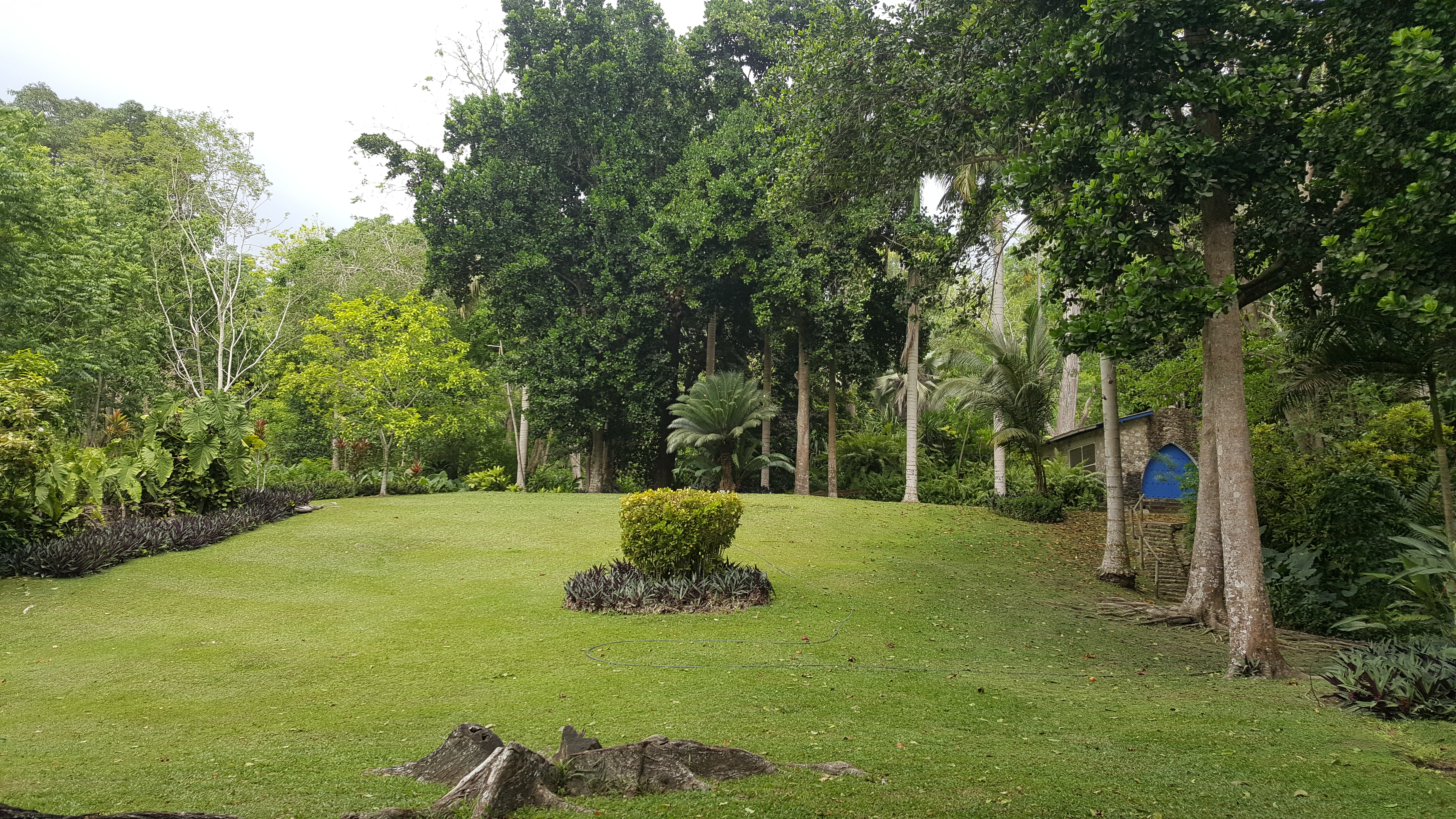
Área recreacional dentro del Jardín Botánico de Cartagena

El Jardín Botánico de Cartagena (Jardín Botánico de Cartagena “Guillermo Piñeres”) está ubicado en las colinas de Turbaco, a unos kilómetros al sureste de Cartagena de Indias, Bolívar, Colombia. Tiene una extensión de nueve hectáreas, de las cuales tres son un remanente prístino de bosque seco tropical estacional natural y seis hectáreas están dedicadas a las colecciones botánicas.
El jardín se encuentra a 110 metros sobre el nivel del mar y tiene una precipitación anual de 1.239 mm. La lluvia cae principalmente desde finales de agosto hasta principios de diciembre, con una temporada de lluvias más corta en mayo. Un manantial natural abastece al jardín con abundante agua fresca durante todo el año, convirtiéndolo en un refugio de fauna en los meses más secos del año.
El Jardín Botánico de Cartagena está certificado internacionalmente por Botanic Gardens Conservation International (BGCI) y hace parte de la Red de Jardines Botánicos de Colombia. Está reconocido como Centro de Ciencia por el Ministerio de Ciencia de Colombia.

## Historia
El Jardín Botánico de Cartagena fue fundado en 1978 con la donación del terreno por parte de María Jiménez de Piñeres, en honor a su difunto esposo, Guillermo Piñeres con el propósito de proteger el ecosistema de futuras explotaciones. Con el apoyo del Banco de la República (Colombia) (el Banco Central de Colombia) se registró la Fundación Jardín Botánico “Guillermo Piñeres” y se abrió el jardín al público. La constitución colombiana de 1991 limitó el papel del Banco de la República como benefactor de las organizaciones sin fines de lucro, y luego de un período de transición, en 2004 el Banco de la República fue suprimido de su participación en el Jardín Botánico de Cartagena. En 2004, las instalaciones del Jardín Botánico de Cartagena quedaron a cargo de la Caja de Compensación Familiar de Cartagena y Bolívar, COMFENALCO, de Fenalco, que a la fecha se encarga de la boletería y la organización de eventos en el jardín. La Fundación Jardín Botánico “Guillermo Piñeres” lidera un programa de investigación enfocado en el estudio y conservación de los ecosistemas de la región Caribe colombiana y es responsable de los programas de divulgación del Jardín Botánico de Cartagena.

## Colecciones

### La colección viva Germán Botero de los Ríos
El Jardín Botánico de Cartagena exhibe una colección viva conocida como colección viva Germán Botero de los Ríos. Incluye aproximadamente 350 especies nativas y exóticas, organizadas en colecciones temáticas; jardín evolutivo, colección de aráceas, ambiente xerofítico, jardín de colores, jardín de plantas medicinales, palmetum, arboretum, orquideario, huerta caribeña, bosque nativo y jardín de Jacquin.

### La colección del herbario María Jiménez de Piñeres
La colección del herbario María Jiménez de Piñeres tiene gran importancia histórica debido a que alberga muestras recolectadas desde 1975 por botánicos de renombre mundial como Alwyn Gentry, Hermes Cuadros y Santiago Madriñán. Es la colección de plantas más importante del Caribe colombiano, incluyendo más de 15.000 especímenes de briofitas, líquenes, helechos, gimnospermas y angiospermas. Cuenta con especies de aproximadamente 280 familias, de las cuales la mayoría son angiospermas. Algunos de sus ejemplares tipo son Geranium mutissi, Microchilus madrinanii, Salvia hermesiana, Panopsis antioquensis, Justicia carthagenesis, y Anthurium llewelynii.

### El banco de germoplasma José Vicente Mogollón Vélez
El banco de germoplasma José Vicente Mogollón Vélez es una colección de semillas que hasta el 2022 registra 1.672 accesiones colectadas desde 2016. Del total de accesiones, 569 corresponden a semillas vivas almacenadas en el banco de semillas. Tiene como objetivo conservar una muestra representativa de las poblaciones de especies nativas del bosque seco tropical estacional del Caribe colombiano. Los lineamientos de investigación de la colección están orientados a recopilar la mayor cantidad de información biológica y de uso de los especímenes, siguiendo protocolos estandarizados para la recolección, beneficio y almacenamiento de semillas.

## Flora y fauna
El Jardín Botánico de Cartagena tiene muchos especímenes majestuosos de árboles nativos. Entre estos se destacan el caracolí (Anacardium excelsum) y el higuerón (Ficus maxima), los representantes de la flora autóctona que elevan sus copas por encima del dosel del bosque. El símbolo del jardín es el fruto abierto del cedro cebolla (Cedrela odorata), una especie común dentro del recinto. También sobresalen el caney (Aspidosperma desmanthum), la palma estera (Astrocaryum malybo), la palma de vino (Attalea butyracea), el resbalamono (Bursera simaruba), el macondo (Cavanillesia platanifolia), el copey (Ficus citrifolia), el mamey (Mammea americana), el ají (Nectandra turbacensis), el castaño de Guayana (Pachira aquatica), la majagua (Pseudobombax septenatum), el camajón (Sterculia apetala) y la caoba (Swietenia macrophylla). Muchas de estas especies son forestales que han sido altamente explotadas por su madera durante las últimas décadas, por lo que sus poblaciones naturales se encuentran amenazadas.
El Jardín Botánico de Cartagena alberga una gran diversidad de fauna. Los monos aulladores (Alouatta seniculus) se ven y escuchan con frecuencia, y los titíes cabeciblancos (Saguinus oedipus) se han reintroducido recientemente en el área (ver Investigación y divulgación). Otras especies de mamíferos presentes en el jardín incluyen el perezoso (Bradypus variegatus), el oso hormiguero (Tamandua mexicana), la ardilla de cola roja (Sciurus granatensis), el ñeque (Dasyprocta punctata), la paca (Cuniculus paca), el ocelote (Leopardus pardalis), el mapache cangrejero (Procyon cancrivorus) y la tayra (Eira barbara). El área es un punto de acceso para la observación de aves con 293 especies reportadas en eBird. Entre las especies insignia se encuentran la había gorgirroja (Habia fuscicauda), el colibrí pechiescamado (Phaeochroa cuvierii), el pinzón alidorado (Arremon schlegeli), la cotorrita aliazul (Forpus xanthopterygius spengeli), el saltarín coludo (Chiroxiphia lanceolata), la guacharaca caribeña (Ortalis garrula), el tucán caribeño (Ramphastos sulfuratus), el azulejo glauco (Thraupis glaucocolpa) y la espatulilla cabecinegra (Todirostrum nigriceps).
En el jardín se encuentra una gran variedad de reptiles y anfibios. Entre los más visibles se destaca la rana de fuego (Dendrobates truncatus), la iguana (Iguana iguana), la lagartija coliazul (Tretioscincus bifasciatus) y el geco cabeza amarilla (Gonatodes albogularis).

## Investigación y divulgación
Una de las áreas de investigación del Jardín Botánico de Cartagena es la propagación de especies forestales nativas del bosque seco tropical estacional para iniciativas de restauración ecológica y conservación de ecosistemas en la región Caribe colombiana. Cuenta con un vivero científico donde se genera información sobre tasas de germinación y crecimiento, y se desarrollan protocolos de propagación. Adicionalmente, se trabaja para domesticar especies nativas con potencial ornamental para usos paisajísticos en ambientes urbanos y semiurbanos.
En una de sus colecciones vivas, el bosque nativo, el jardín alberga una parcela permanente en donde se miden la composición, estructura y asimilación de carbono del bosque. Este experimento dinámico es una estrategia educativa que ayuda a los visitantes comprender desafíos globales, permite educar sobre el cambio climático y resaltar la importancia de conservar los ecosistemas nativos como soluciones basadas en la naturaleza para mitigar el calentamiento global.
El jardín también ofrece talleres a personas de todas las edades y conocimientos, en temas relacionados con la flora, la fauna y la conservación de la biodiversidad. Varias especies de insectos nuevas para la ciencia han sido identificadas en el Jardín Botánico de Cartagena.
El equipo de investigación del jardín dirige un programa de reintroducción del tití cabeciblanco, una especie en peligro crítico de extinción.